# Rick Hearst

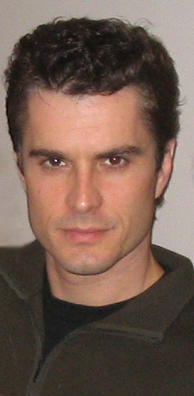
Rick Hearst (2005)

Rick Hearst (* 4. Januar 1965 in Howard Beach, New York; als Richard Charles Herbst) ist ein US-amerikanischer Schauspieler.

## Leben
Aufgewachsen in Dallas, Texas auf, gab Hearst 1988 sein Filmdebüt als Hauptdarsteller in der Horrorkomödie Elmer. In Deutschland kennt man ihn vor allem aus der Soap Springfield Story, wo er von 1990 bis 1996 die Rolle des Alan-Michael Spaulding verkörperte. 1991 gewann er dafür den Emmy. Von 2002 bis 2009 spielte Hearst die Rolle des Ric Lansing in General Hospital. Auch hierfür wurde er mit dem Emmy ausgezeichnet (2004 und 2007).
Hearst spielte in den Jahren 2002 sowie von 2009 bis 2012 in der US-Serie Reich und Schön die Rolle des Whip Jones.
Seit dem 9. Juni 1990 ist Hearst mit Donna Smoot verheiratet. Das Paar hat zwei Söhne.

## Filmografie (Auswahl)
- 1988: Elmer (Brain Damage)
- 1988: Hard Ride (Crossing the Line)
- 1989–1990: Zeit der Sehnsucht (Days of our Lives, Fernsehserie, 25 Episoden)
- 1990–1996: Springfield Story (Guiding Light, Fernsehserie, 13 Episoden)
- 1997: Beverly Hills, 90210 (Fernsehserie, 3 Episoden)
- 1999: Warlock – Das Geisterschloss (Warlock III: The End of Innocence)
- 2000: Charmed – Zauberhafte Hexen (Charmed, Fernsehserie, Episode 3x05 Die Dämonenfalle)
- 2000–2001: Schatten der Leidenschaft (The Young and the Restless, Fernsehserie, 16 Episoden)
- 2002–2011: Reich und Schön (The Bold and the Beautiful, Fernsehserie, 242 Episoden)
- 2002–2016: General Hospital (Fernsehserie, 609 Episoden)
- 2016: The Vampire Diaries (Fernsehserie, Episode 8x02 Du gehörst mir)

## Weblink
- Rick Hearst bei IMDb

| Personendaten    | Personendaten                              |
| ---------------- | ------------------------------------------ |
| NAME             | Hearst, Rick                               |
| ALTERNATIVNAMEN  | Herbst, Richard Charles                    |
| KURZBESCHREIBUNG | US-amerikanischer Schauspieler             |
| GEBURTSDATUM     | 4. Januar 1965                             |
| GEBURTSORT       | Howard Beach, New York, Vereinigte Staaten |